# Монтекальво-Ірпіно
Монтекальво-Ірпіно (італ. Montecalvo Irpino) — муніципалітет в Італії, у регіоні Кампанія,  провінція Авелліно.
Монтекальво-Ірпіно розташоване на відстані близько 230 км на схід від Рима, 80 км на північний схід від Неаполя, 38 км на північний схід від Авелліно.
Населення — 3791 особа (2014).
Щорічний фестиваль відбувається 30 серпня. Покровитель — San Felice.

## Демографія
Населення за роками:

Станом на 1 січня 2023 року в муніципалітеті офіційно проживало 50 іноземців з 15 країн, серед них 25 громадян країн Євросоюзу та 3 громадяни України.

## Сусідні муніципалітети
- Апіче
- Аріано-Ірпіно
- Буональберго
- Казальборе
- Кастельфранко-ін-Міскано
- Джинестра-дельї-Ск'явоні